# Rubonwe
Rubonwe är ett vattendrag i Burundi.   Det ligger i provinsen Makamba, i den södra delen av landet, 100 kilometer söder om huvudstaden Bujumbura.
Omgivningarna runt Rubonwe är en mosaik av jordbruksmark och naturlig växtlighet. Runt Rubonwe är det ganska tätbefolkat, med 214 invånare per kvadratkilometer.